# Lithophane variegata
Lithophane variegata är en fjärilsart som beskrevs av Arnold Spuler 1907. Lithophane variegata ingår i släktet Lithophane och familjen nattflyn. Inga underarter finns listade i Catalogue of Life.